# Chalcotropis insularis
Espèce
Synonymes
- Hasarius insularis Keyserling, 1881

Chalcotropis insularis est une espèce d'araignées aranéomorphes de la famille des Salticidae.

## Distribution
Cette espèce est endémique des Tonga.

## Publication originale
- Keyserling, 1881 : Die Arachniden Australiens. Nürnberg, vol. 1, p. 1272-1324 (texte intégral).